# McCarthy Road

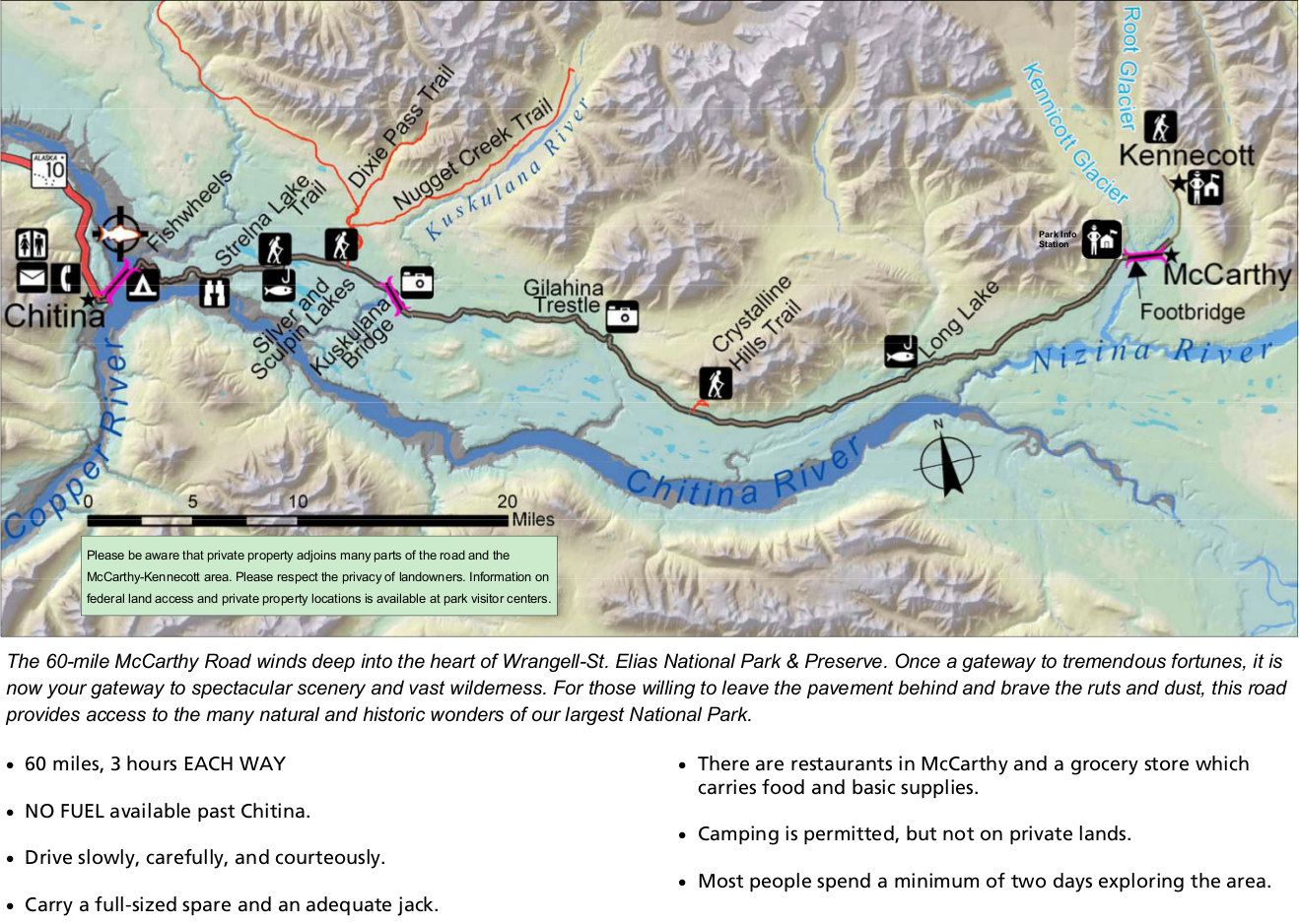
Verlauf

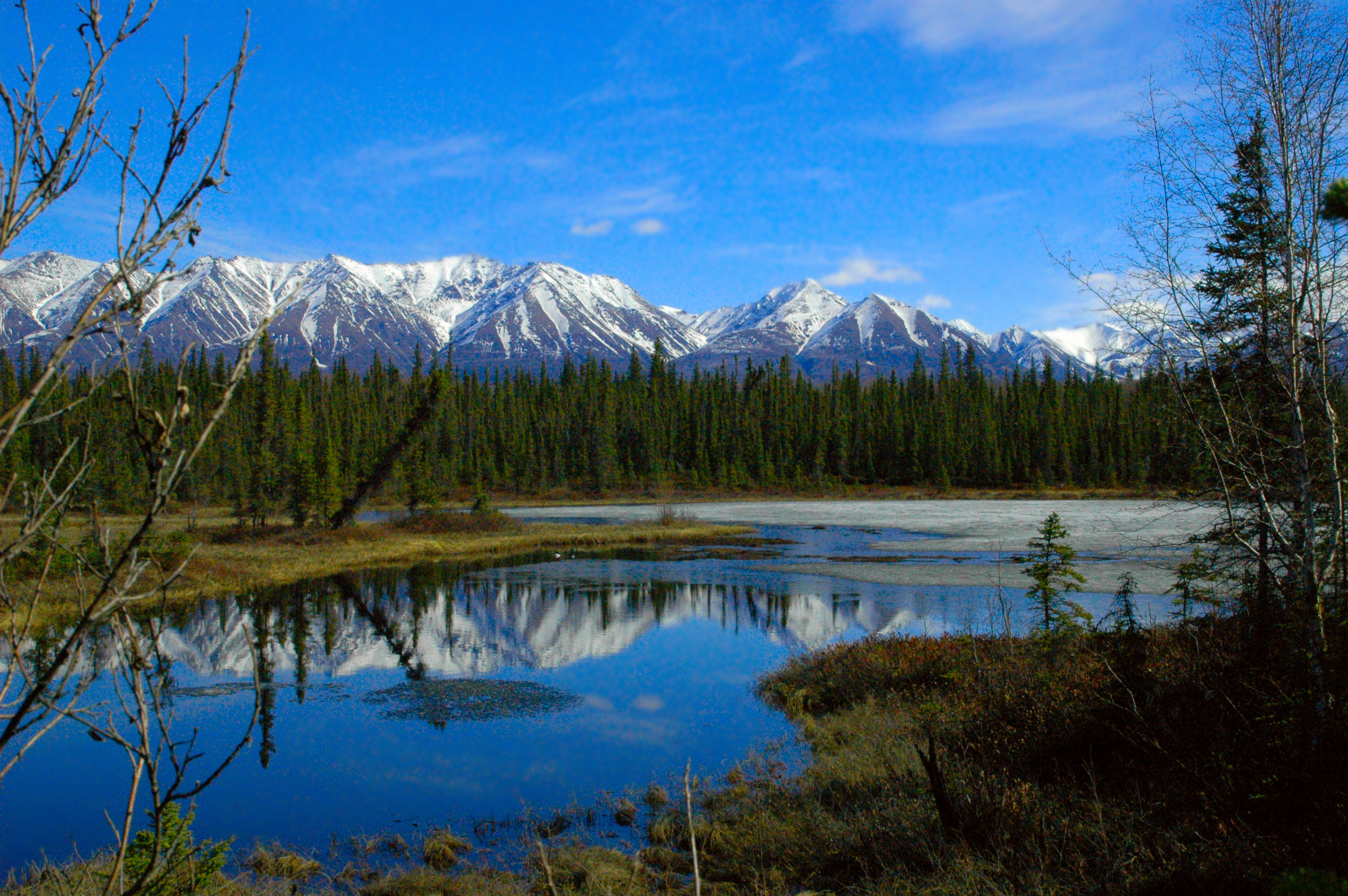
Landschaft an der McCarthy Road

Die McCarthy Road ist eine 97 km lange Schotterstraße im Valdez-Cordova Census Area in Alaska. Sie verläuft vom Ende des Edgerton Highways bei Chitina am Copper River in östlicher Richtung bis kurz vor McCarthy im Tal des Kennicott-Gletschers.
Die Straße folgt dabei den Flüssen Chitina River und Nizina River sowie dem Gleisbett der stillgelegten Copper River and Northwestern Railway. Sie ist neben der Nabesna Road eine von zwei Straßen, die in den Wrangell-St.-Elias-Nationalpark führen, ist jedoch nicht Teil des Parks. Die McCarthy Road bietet Zugang zu den verlassenen Kupferminen bei Kennicott, wobei dafür der Kennecott River mit einer Fußbrücke überquert werden muss.
Bei Meile 17,4 (28 km) überspannt die einspurige Kuskulana River Bridge den Canyon des Kuskulana River. Die 73 m (238 ft) hohe Stahlträger-Brücke wurde 1910 als Eisenbahnbrücke gebaut und wird heute für Straßenfahrzeuge genutzt.